# Amit Yagur

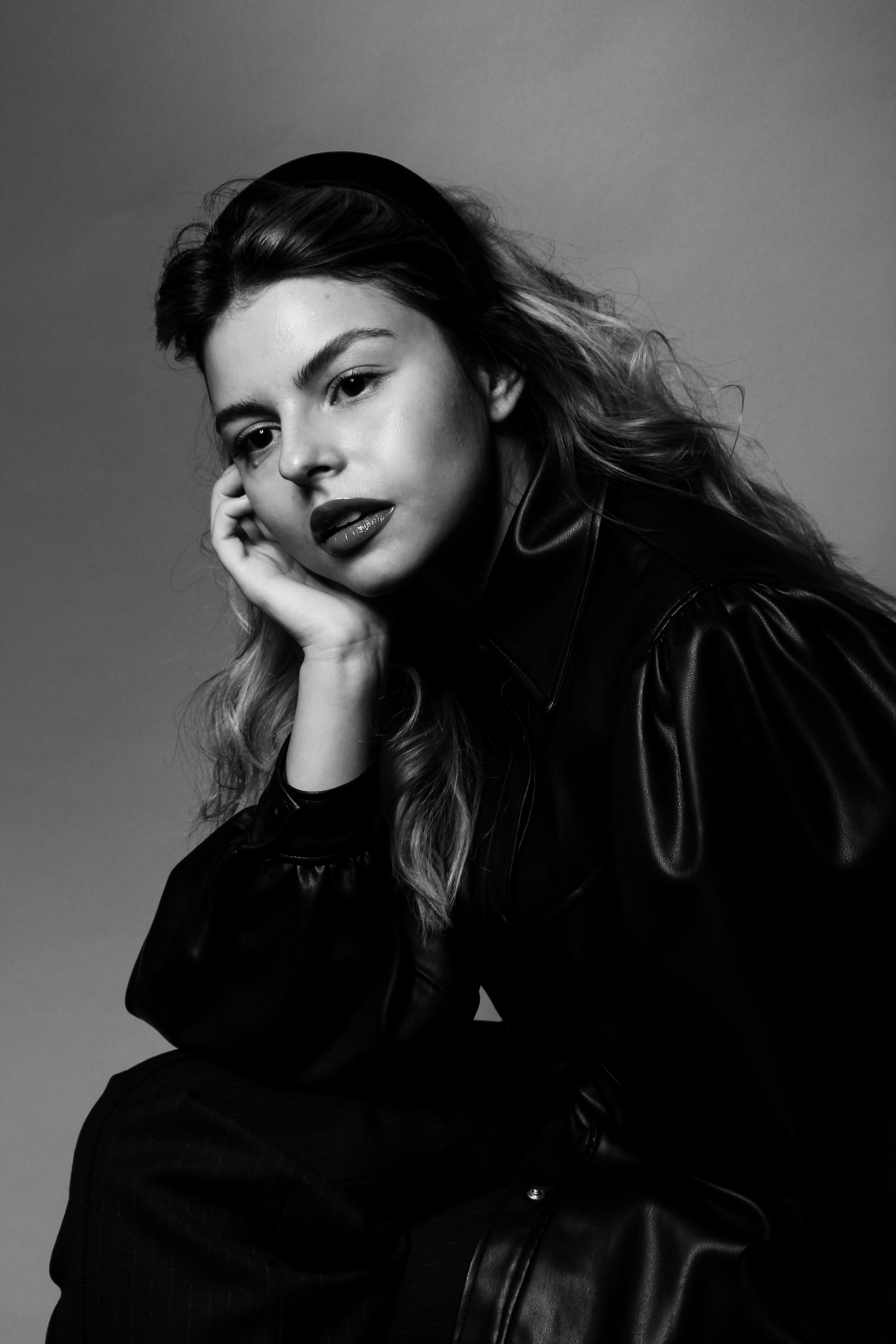
Amit Yagur

Amit Yagur (hebräisch עמית יגור; * 13. Januar 1995) ist eine israelische Schauspielerin.

## Leben und Karriere
Amit Yagur wurde am 13. Januar 1995 geboren. Ihren Schulabschluss machte sie an der Thelma Yellin High School. Im Alter von zehn Jahren nahm sie an der Sendung Shir Nold teil. Ihr Debüt gab sie 2013 in der Fernsehserie Ha-Shminiya. Anschließend war sie in dem Film Kimaat Mefursemet zu sehen. Von 2017 bis 2018 spielte sie in der Netflixserie Greenhouse Academy mit. Zwischen 2023 und 2024 bekam Yagur eine Rolle in Cramel.
Seit Dezember 2022 ist sie mit Guy Grossman verheiratet.

## Filmografie (Auswahl)
Filme
- 2017: Kimaat Mefursemet

Serien
- 2013–2014: Ha-Shminiya
- 2017–2018: Greenhouse Academy
- 2023–2024: Cramel